# Samfya
Samfya – miasto w Zambii, w Prowincji Luapula. Według danych szacunkowych na rok 2010 liczy 24 588 mieszkańców.